# Ctenichneumon ruidosensis
Ctenichneumon ruidosensis là một loài tò vò trong họ Ichneumonidae.